# NGC 222
NGC 222 est un amas ouvert dans le Petit Nuage de Magellan (PNM) situé dans la constellation du Toucan. NGC 222 est à peu près à la même distance de nous que le PNM, soit 199 000 années-lumière. Cet amas a été découvert par l'astronome écossais James Dunlop le 1er août 1826.

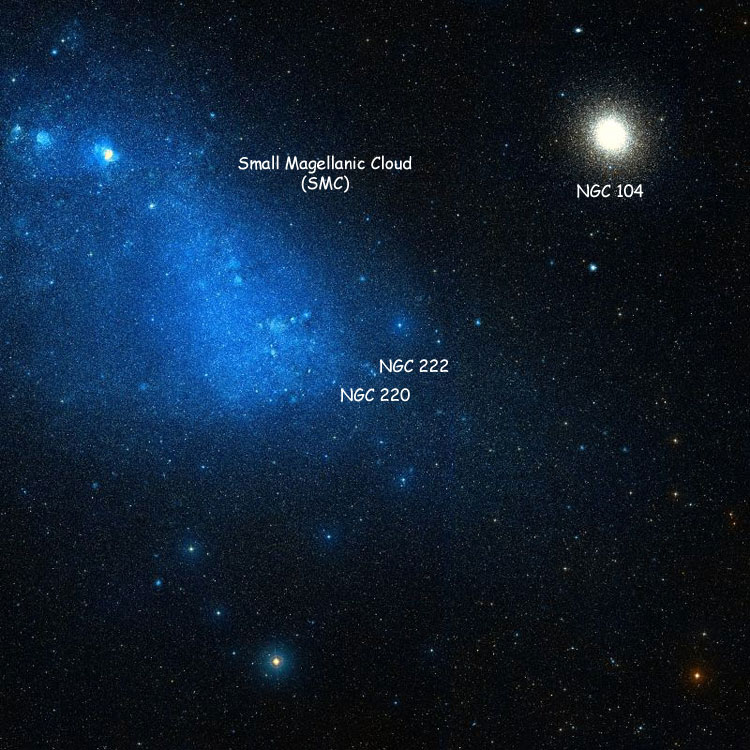
Position de NGC 220 et de NGC 222 dans le Petit Nuage de Magellan ainsi que de l'amas globulaire NGC 104 (47 Tucanae). (DSS)